# Balta Albă, Buzău
Balta Albă este satul de reședință al comunei cu același nume din județul Buzău, Muntenia, România.